# Galapagoška kornjača
Galapagoška kornjača (Geochelone nigra) danas je najveća kornjača. 

## Opis
Ima velik leđni oklop, goleme udove i dugačak vrat. Velike su razlike u obliku oklopa i ukupnoj veličini, ovisno o tome s kojeg otoka potječe. Vrijeme uglavnom provodi pasući u malim skupinama, sunčajući se u barama li valjajući se u blatu. U vrijeme parenja mužjaci postaju teritorijalni i traže partnera, dok ženke naprave gnijezda u šupljinama na tlu u koja će položiti jaja. Iako neke životinje žive dulje od 100 godina, galapagoska kornjača i dalje ima status osjetljive vrste.
Tijekom prošlosti, znanstvene ekspedicije uzele su za zbirke ukupno 661 kornjaču (1888. − 1930.), a preko 120 kornjača odnijeli su krivolovci od 1990. do danas.
Glavna opasnost prijeti joj od unesenih vrsta, kao što su štakori ili mačke, koje jedu jaja i mlade, te zbog nadmetanja za biljke s kozama i kravama. Ugrožena je također zbog povećanja turističke industrije i širenja otočkih naselja.

## Drugi projekti
|  | Zajednički poslužitelj ima stranicu o temi Galapagoška kornjača    |
|  | Zajednički poslužitelj ima još gradiva o temi Galapagoška kornjača |
|  | Wikivrste imaju podatke o taksonu Galapagoškoj kornjači            |